# Albrecht Glockendon II.
Albrecht Glockendon II. (auch „der Ältere“ genannt; * vor 1500 in Nürnberg; † 1545  ebenda) war Formschneider, Illuminist, Brief- und Buchmaler in der Reichsstadt Nürnberg.

## Familie
Albrecht Glockendon stammte aus der Künstlerfamilie Glockendon. Er übernahm die Werkstatt seines Vaters Georg Glockendon. Auch sein Bruder Nikolaus Glockendon war als Künstler tätig. Albrecht Glockendon arbeitete nach eigenen Entwürfen und nach Vorlagen anderer Künstler wie Albrecht Dürer, Lucas van Leyden und Heinrich Aldegrever.

## Bußgebetbuch von Albrecht Glockendon
Das noch heute bekannteste Werk Glockendons ist ein handschriftliches Bußgebetsbuch in lateinischer Sprache mit seinen Illuminationen aus den Jahren 1532/33. Den Auftrag für das sogenannte Bußgebetbuch von Albrecht Glockendon erteilte Johann II. von Pfalz-Simmern. Es ist im Besitz der Bayerischen Staatsbibliothek und trägt die Signatur BSB Clm 10013 (Stand 2014). Ein Faksimile des Bußgebetsbuchs aus dem Jahre 2010 ist im Lesesaal der Staatsbibliothek  verfügbar.